# Abbaye Saint-Étienne de Baignes
Pour les articles homonymes, voir Abbaye Saint-Étienne.
L'abbaye Saint-Étienne est une ancienne abbaye bénédictine située à Baignes-Sainte-Radegonde en Charente. Elle est devenue l'église paroissiale de Baignes.

## Histoire

### Fondation
D'après la chronique dite du Pseudo-Turpin, cette abbaye aurait été fondée dès le IIe siècle de notre ère par saint Martial, mais détruite par les Sarrasins, et reconstruite par Charlemagne.
On sait maintenant que ceci n'est qu'une légende, et la fondation de l'abbaye ne remonterait pas au-delà de l'année 769, époque à laquelle elle aurait été édifiée par Charlemagne.
En fait, elle ne daterait que de la fin du Xe ou du début du XIe siècle, consacrée un 15 mai entre 1060 et 1066.

### Évolution du statut
C'était une abbaye bénédictine ; elle faisait partie de l'archiprêtré d'Archiac, et était placée sous l'invocation de saint Étienne.
La plus ancienne charte retrouvée est datée du 14 février 1083. Elle fait partie d'un cartulaire,, l’abbaye de Baignes est souvent présentée sous le nom de Sanctus Stephanus.
D'abord florissante, grâce aux libéralités des seigneurs de Barbezieux et de Montausier, elle subit le contrecoup des invasions anglaises.
Elle fut surtout éprouvée par les guerres de Religion du XVIe siècle, après laquelle elle n'eut plus que des abbés commendataires ou non résidents.
De l'abbaye de Baignes relevaient une cinquantaine de prieurés ou de cures, la plupart dans le voisinage ; dans les derniers siècles avant la Révolution, l'abbé, sous certaines conditions, désignait encore leurs titulaires, qui étaient ensuite institués par l'évêque de Saintes.
La grande et riche abbaye de Baignes ne comptait plus que quelques religieux en 1789. La Révolution dispersa ses derniers religieux et aliéna les bâtiments, sauf l'église, qui devint paroissiale.

### Perte temporaire de fonction religieuse
Elle est vendue comme bien national.

## Architecture

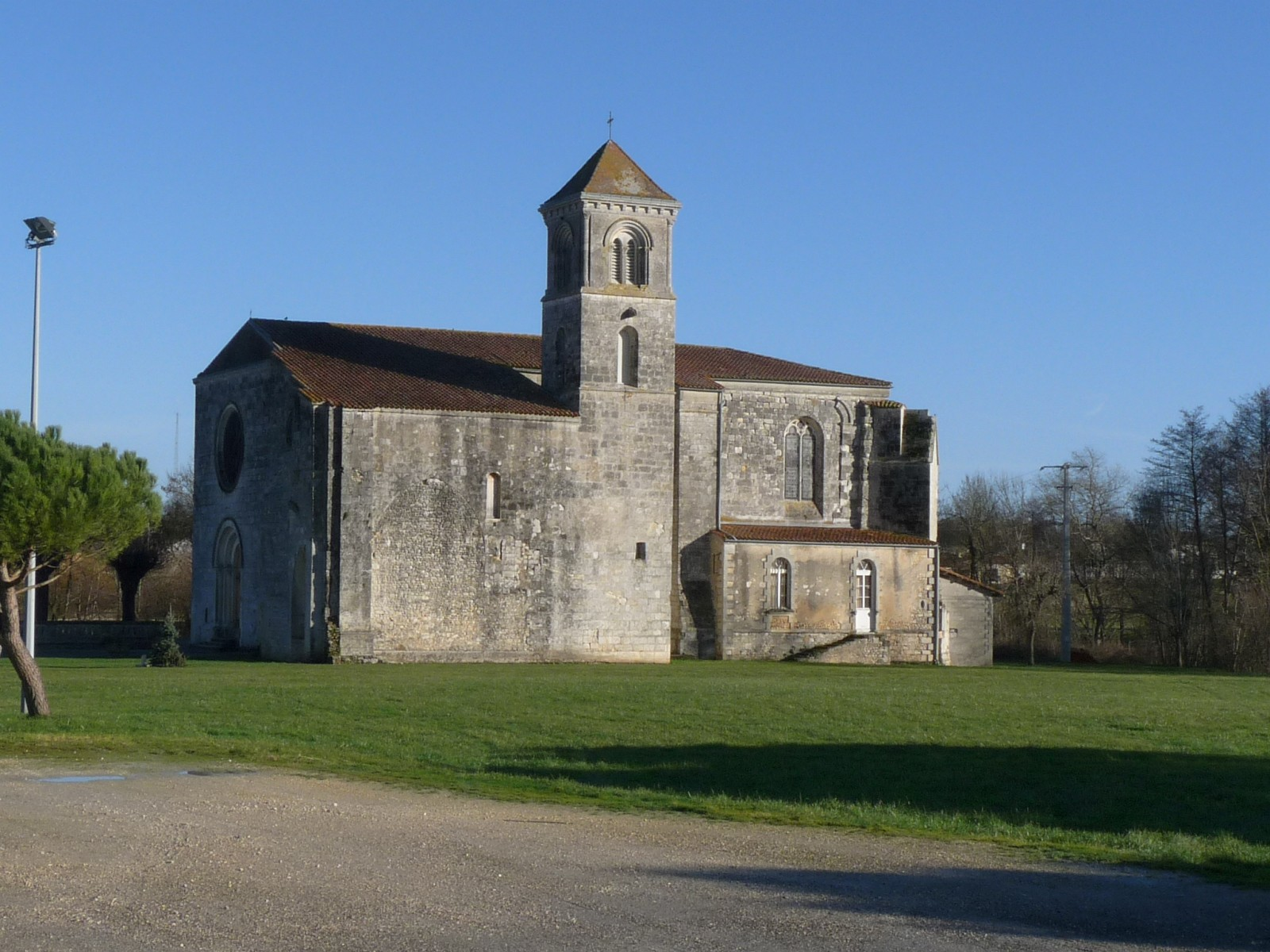
Vue générale, du sud.
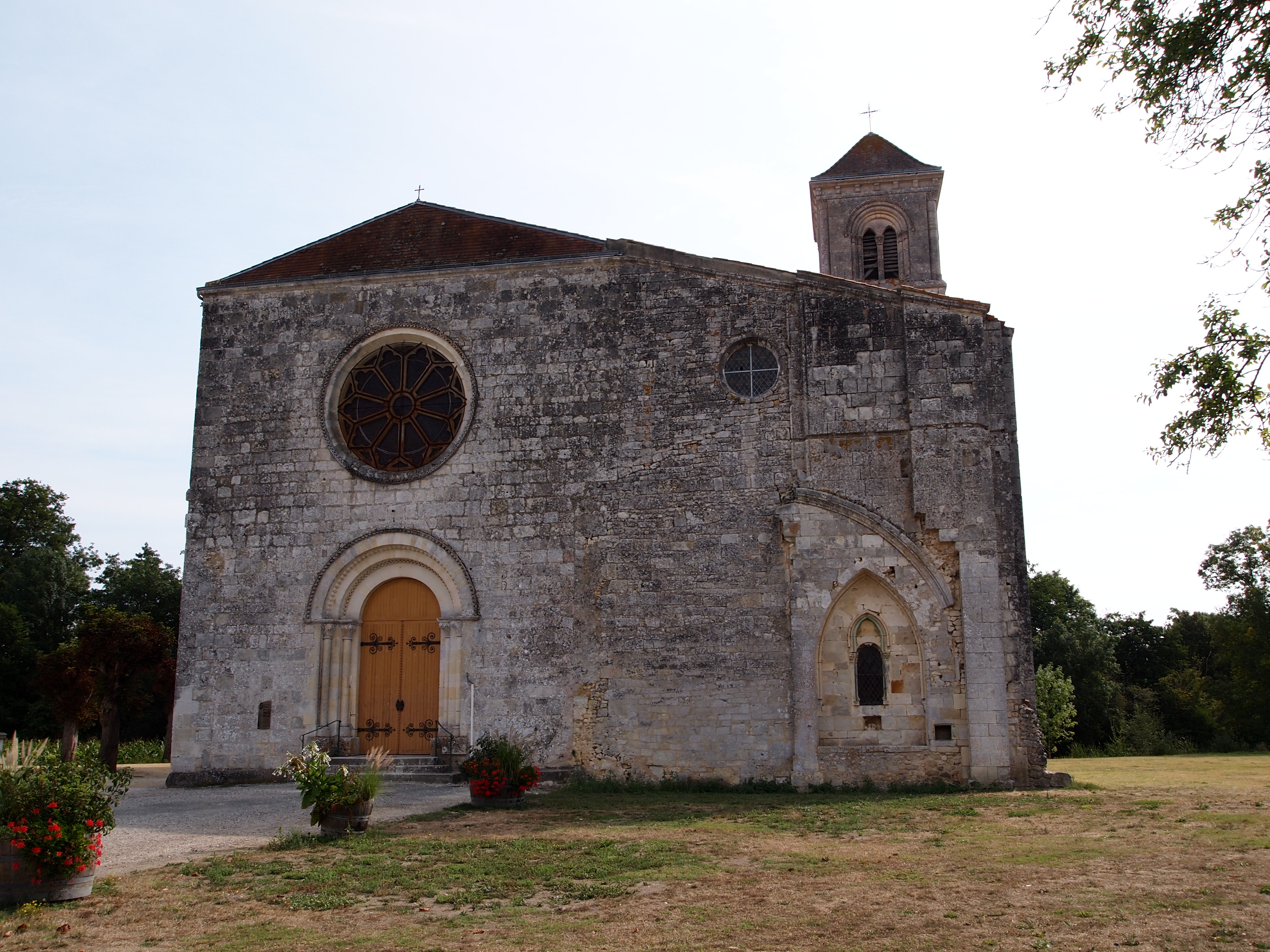
La façade, à l'ouest.
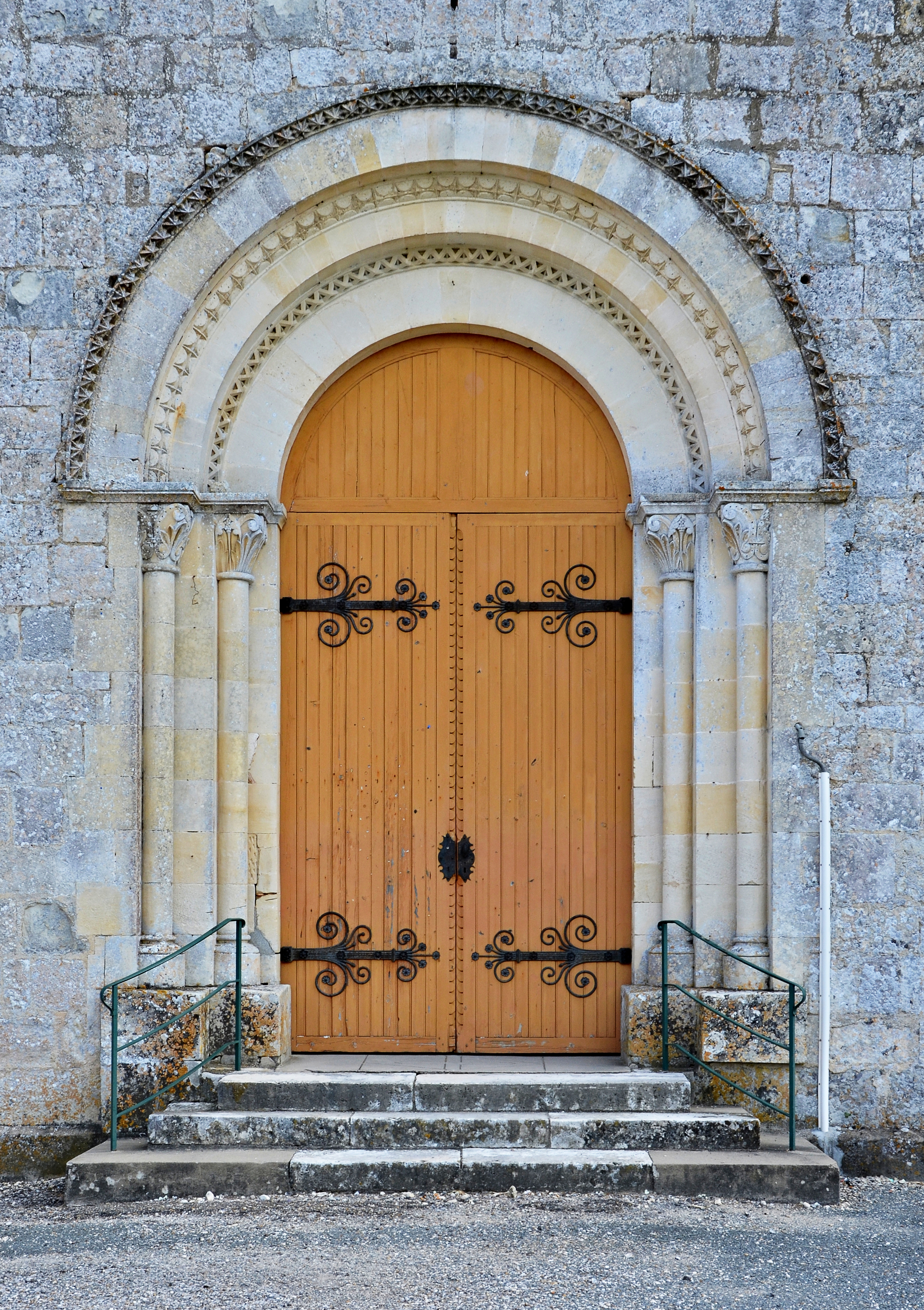
Le portail.
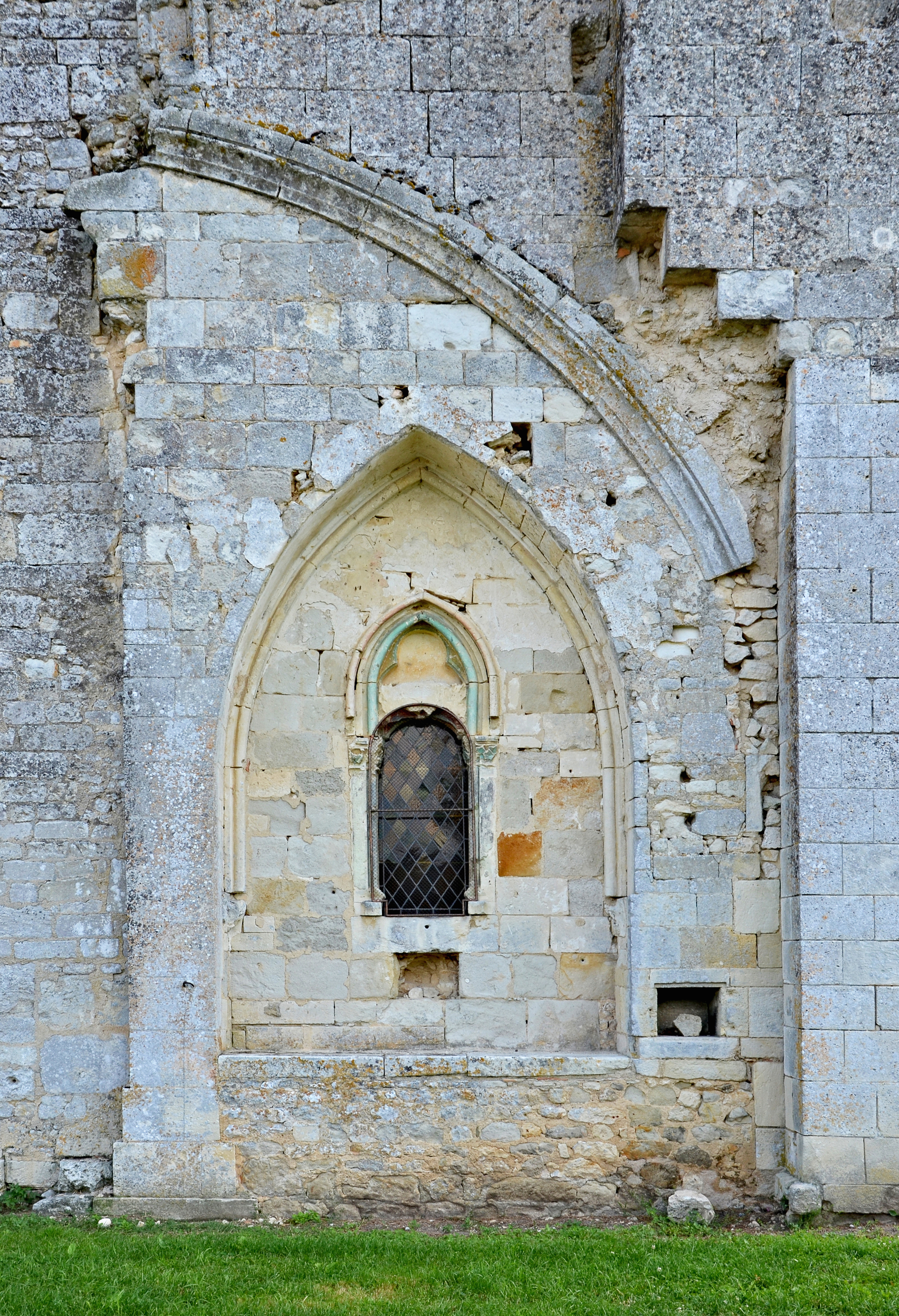
Baie modifiée, à l'ouest.
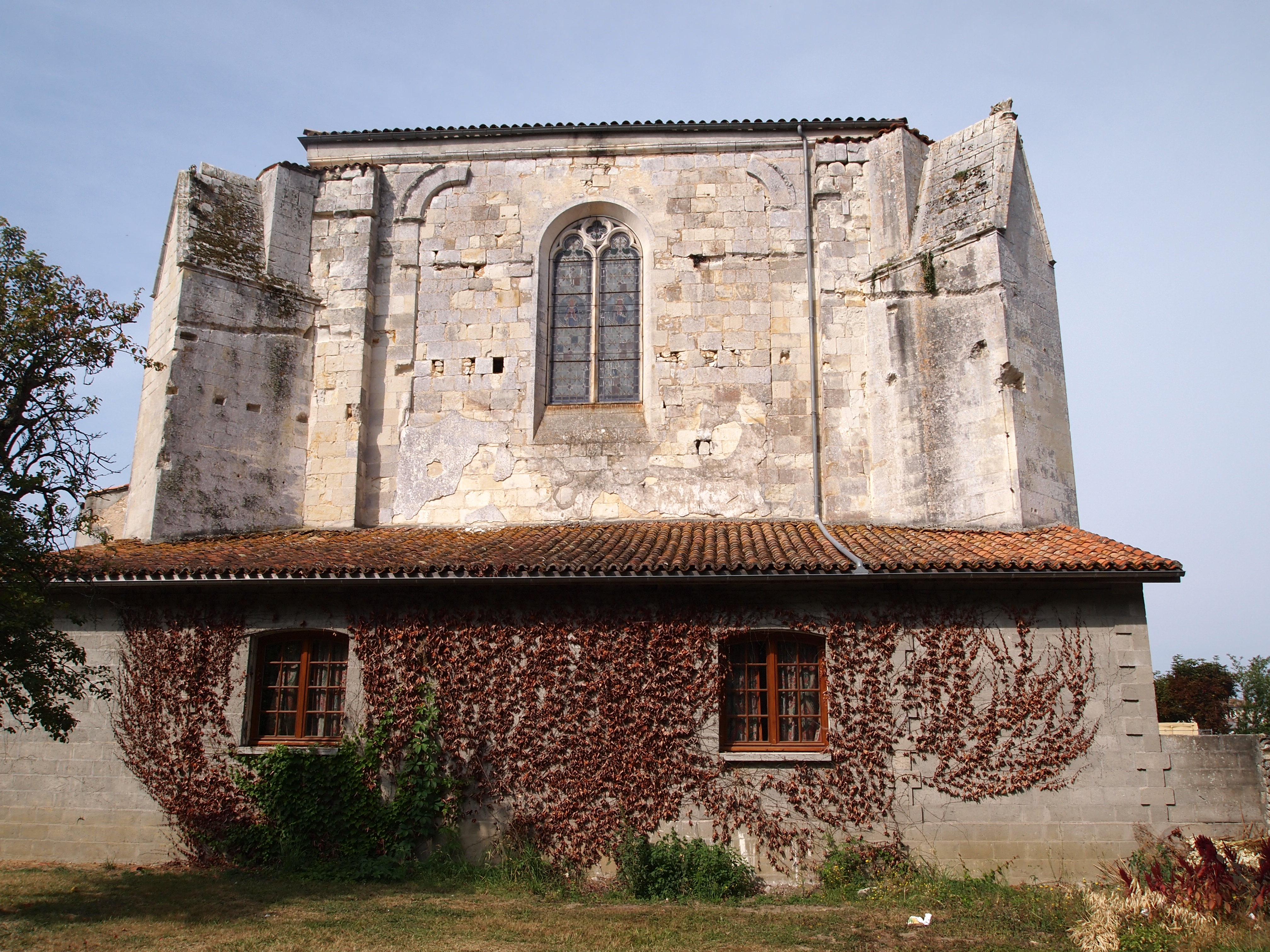
L'arrière, à l'est.

### L’église abbatiale
L'église abbatiale
Le chœur

### Les bâtiments monastiques
La salle capitulaire, le logis abbatial.
L'abbaye a été inscrite monument historique en mars 1992.

## Activité
C'est l'église paroissiale de Baignes.